# Annette Klingenberg
Annette Klingenberg (født 28. juli 1947) er en dansk dansktop-sanger, forfatter og skuespiller.
Annette Klingenberg slog igennem i slutningen af 1960'erne og 1970'erne, hvor hun havde adskillige hits på Dansktoppen, bl.a. Mini-Max og Snart er du mer' end 17 år. Annette var Danmarks mest spillede danske kunstner i DR i 1974. I 1969 vandt hun Ekstra Bladets talentkonkurrence, hvilket satte skub i karrieren. I de år medvirkede hun også i musicalen Hair og blev på et tidspunkt kåret som verdens bedste til at spille rollen som Chrissy. 
I begyndelsen af 1980'erne blev hun ramt af kræft. Hun blev helbredt og har siden skrevet en bog og holdt foredrag om sin sygdom. Klingenberg medvirkede i 2004 og 2005 i Østre Gasværks muscial om rejsekongen Simon Spies, Simon.med Anders "Anden" Matthesen i hovedrollen. Annette spillede fræk morgenbolle dame Karen. I 2014 kom hun igen på DR's Dansktop med "en go melodi" som hun sang sammen med Richard Ragnvald. 
Privat er hun bosiddende i Nordsjælland.